# Stjärnökenros
Stjärnökenros (Adenium multiflorum) är en art i familjen oleanderväxter  och förekommer i sydöstra Afrika. Den odlas sällsynt som krukväxt i Sverige. Växten blommar på bar kvist under vintern.
Arten är en lövfällande suckulent buske eller ett litet träd, 0,5-3 meter högt. Stammarna kommer från en uppsvälld underjordisk jordstam. Barken är skinande grön till brun. Bladen är äggrunda och blir upp till 10 cm långa, de är glansigt gröna men bleka undertill och sitter strödda i samlingar nära skottspetsarna. Blommorna är väldoftande, de kommer i toppställda ställningar och blir 5-7 cm i diameter, med spetsiga kronflikar. Färger varierar men flikarna är vanligen vita med röda kanter och röda nektarlinjer i svalget. Plantor med rent vita blommor förekommer. Fruktkapslarna sitter vanligen i par, de är cylindriska och blir upp till 24 cm långa. Fröna är bruna med en tofs silkeshår.

## Synonymer
Adenium arabicum Balf.f.
Adenium honghel de Candolle
Adenium honghel Lindl.
Adenium micranthum Stapf
Adenium multiflorum Klotzsch
Adenium obesum subsp. somalense (Balf.f.) G.D.Rowley
Adenium obesum var. multiflorum (Klotzsch) Codd
Adenium oleifolium var. angustifolium Phil.
Adenium somalense Balf.f.
Adenium somalense var. caudatipetalum Chiv.
Adenium somalense var. angustifolium (Phil.) Rowley
Adenium somalense var. crispum Chiov.
Adenium tricholepis Chiov.